# Decatur (Illinois)
Decatur ([dəˈkeɪtər]IPA) je okresní město a největší město okresu Macon County ve státě Illinois v USA. Město občas nazývané „sójové hlavní město světa“ se rozkládá v oblasti severoamerických vnitřních rovin podél řeky Sangamon a jezera Decatur ve střední Illinois.
Decatur byl založen v roce 1829 a pojmenován podle hrdiny britsko-americké války Stephena Decatura.
Dnes je typickým malým městem amerického Středozápadu s domy a parky u břehu jezera Decatur a mnoha historickými cihlovými domy v centru. Sídlí v něm soukromá Millikin University a veřejná Richland Community College. Má charakter univerzitního města s ulicemi lemovanými řadami stromů a rozsáhlou průmyslovou a zemědělskou produkcí.

## Demografie
Při přechodu od průmyslové ekonomiky k ekonomice služeb zažil Decatur dlouhodobý úbytek obyvatel: V roce 2010 žilo v Decaturu 76 122 lidí[zdroj⁠?!], i když v roce 2000 činila populace ještě 81 500 osob.[zdroj⁠?!]
Rozvojové aktivity se přesouvají do vnějších části metropolitní oblasti Decaturu, čímž se výrazně rozostřují hranice města a blízkých vesnic Mount Zionu, Harristownu, and Forsythu. Podle publikace Sperling's Best Places má metropolitní oblast Decaturu 110 768 obyvatel.